# Michael Jamieson
Michael Jamieson (Glasgow, 5 augustus 1988) is een Britse zwemmer. Hij vertegenwoordigde zijn vaderland op de Olympische Zomerspelen 2012 in Londen.

## Carrière
Bij zijn internationale debuut, op de Europese kampioenschappen kortebaanzwemmen 2009 in Istanboel, strandde Jamieson op al zijn afstanden in de series.
Op de Europese kampioenschappen zwemmen 2010 in Boedapest werd de Brit uitgeschakeld in de halve finales van de 200 meter schoolslag en in de series van de 100 meter schoolslag. In Delhi nam Jamieson deel aan de Gemenebestspelen 2010. Op dit toernooi sleepte hij de zilveren medaille in de wacht op de 200 meter schoolslag, daarnaast eindigde hij als vierde op de 100 meter schoolslag. Samen met Craig McNally, Andrew Mayor en Andrew Hunter eindigde hij als vijfde op de 4x100 meter wisselslag.
Tijdens de wereldkampioenschappen zwemmen 2011 in Shanghai eindigde de Brit als vijfde op de 200 meter schoolslag en strandde hij in de halve finales van de 100 meter schoolslag, op de 4x100 meter wisselslag eindigde hij samen met Liam Tancock, Antony James en Adam Brown op de zesde plaats. Op de Europese kampioenschappen kortebaanzwemmen 2011 in Szczecin legde Jamieson, op de 200 meter schoolslag, beslag op de bronzen medaille en eindigde hij als achtste op de 100 meter schoolslag. Samen met Christopher Walker-Hebborn, Antony James en Adam Brown eindigde hij als vijfde op de 4x50 meter wisselslag.
In Debrecen nam de Brit deel aan de Europese kampioenschappen zwemmen 2010, op dit toernooi werd hij uitgeschakeld in de halve finales van de 200 meter schoolslag. Tijdens de Olympische Zomerspelen van 2012 in Londen veroverde Jamieson de zilveren medaille op de 200 meter schoolslag, eerder in het toernooi was hij gestrand in de halve finales van de 100 meter schoolslag. Op de slotdag van het zwemtoernooi eindigde hij samen met Liam Tancock, Michael Rock en Adam Brown als vierde op de 4x100 meter wisselslag.
Tijdens de wereldkampioenschappen zwemmen 2013 in Barcelona eindigde Jamieson als vijfde op de 200 meter schoolslag en strandde hij in de halve finales van de 100 meter schoolslag.

## Internationale toernooien
| Jaar | Olympische Spelen                                           | WK langebaan                                                | WK kortebaan                          | EK langebaan                            | EK kortebaan                                                | Gemenebestspelen                                            |
| ---- | ----------------------------------------------------------- | ----------------------------------------------------------- | ------------------------------------- | --------------------------------------- | ----------------------------------------------------------- | ----------------------------------------------------------- |
| 2009 |                                                             | geen deelname                                               |                                       |                                         | 54e 100m schoolslag 13e 200m schoolslag 37e 200m wisselslag |                                                             |
| 2010 |                                                             |                                                             | geen deelname                         | 34e 100m schoolslag 10e 200m schoolslag | geen deelname                                               | 4e 100m schoolslag · 200m schoolslag · 5e 4x100m wisselslag |
| 2011 |                                                             | 16e 100m schoolslag 5e 200m schoolslag 6e 4x100m wisselslag |                                       |                                         | 8e 100m schoolslag · 200m schoolslag · 5e 4x50m wisselslag  |                                                             |
| 2012 | 9e 100m schoolslag · 200m schoolslag · 4e 4x100m wisselslag |                                                             | 200m schoolslag · 12e 100m schoolslag | 12e 200m schoolslag                     |                                                             |                                                             |
| 2013 |                                                             | 15e 100m schoolslag 5e 200m schoolslag                      |                                       |                                         | 12-15 december                                              |                                                             |

## Persoonlijke records
Bijgewerkt tot en met 13 augustus 2013

### Kortebaan
| Afstand         | Tijd    | Datum            | Plaats    |
| --------------- | ------- | ---------------- | --------- |
| 100m schoolslag | 58,00   | 8 augustus 2013  | Eindhoven |
| 200m schoolslag | 2.03,00 | 14 december 2012 | Istanboel |

### Langebaan
| Afstand         | Tijd    | Datum           | Plaats |
| --------------- | ------- | --------------- | ------ |
| 100m schoolslag | 59,89   | 28 juli 2012    | Londen |
| 200m schoolslag | 2.07,43 | 1 augustus 2012 | Londen |